# Midway (Utah)
Midway je město v okresu Wasatch County ve státě Utah ve Spojených státech amerických. K roku 2000 zde žilo 2 121 obyvatel. S celkovou rozlohou 8,7 km² byla hustota zalidnění 244,5 obyvatel na km².